# Departamento Penitenciario de Georgia

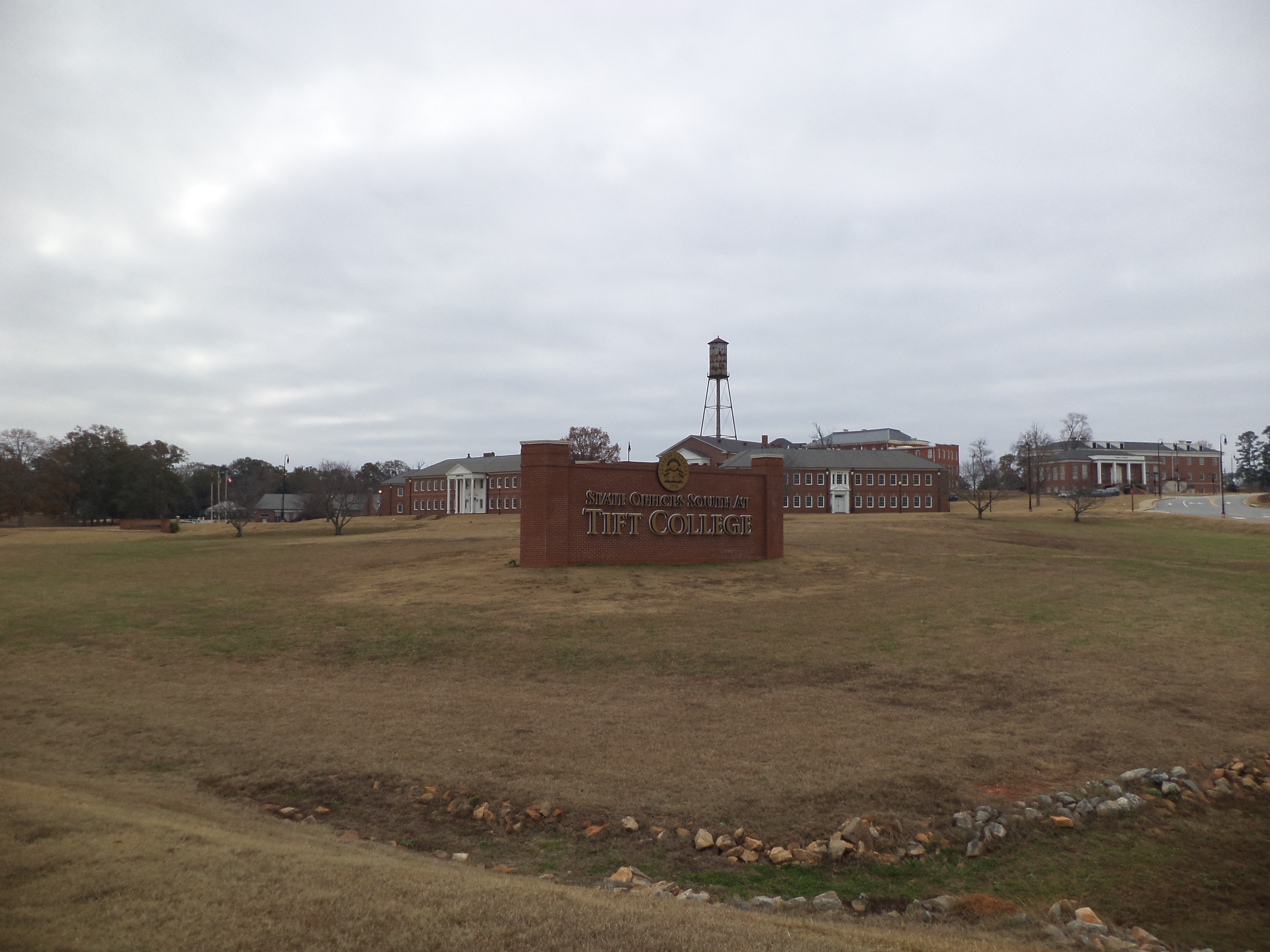
State Offices South en Tift College, sede del departamento.

El Departamento Penitenciario de Georgia (Georgia Department of Corrections, GDC) es un departamento del gobierno del Estado de Georgia en los Estados Unidos. Tiene su sede en los State Offices South at Tift College ("Oficinas Estatales en la Universidad Tift"), el antiguo Tift College (EN), en Forsyth. El departamento gestiona prisiones en el estado.

## Historia
Antes de 2009, el departamento tenía su sede en el James H. "Sloppy" Floyd Veterans Memorial Building en Atlanta.

## Corredor de la muerte

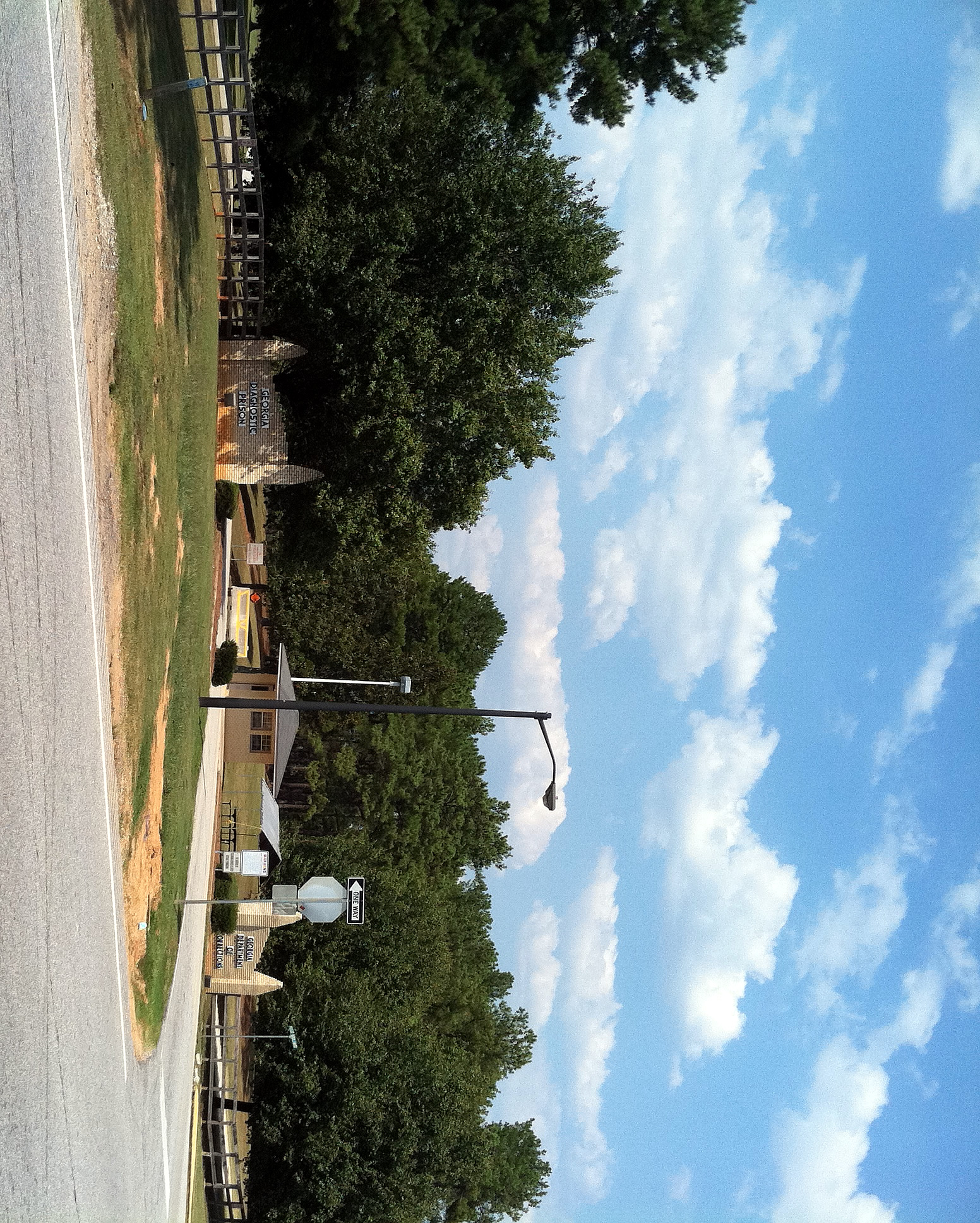
La Georgia Diagnostic and Classification State Prison tiene el corredor de la muerte para hombres del Estado de Georgia

El corredor de la muerte para hombres está en la Georgia Diagnostic and Classification Prison (GDCP, "Prisión para Diagnóstico y Clasificación de Georgia", EN). El corredor de la muerte para mujeres está en la Arrendale State Prison ("Prisión Estatal Arrendale," EN).

## Galería

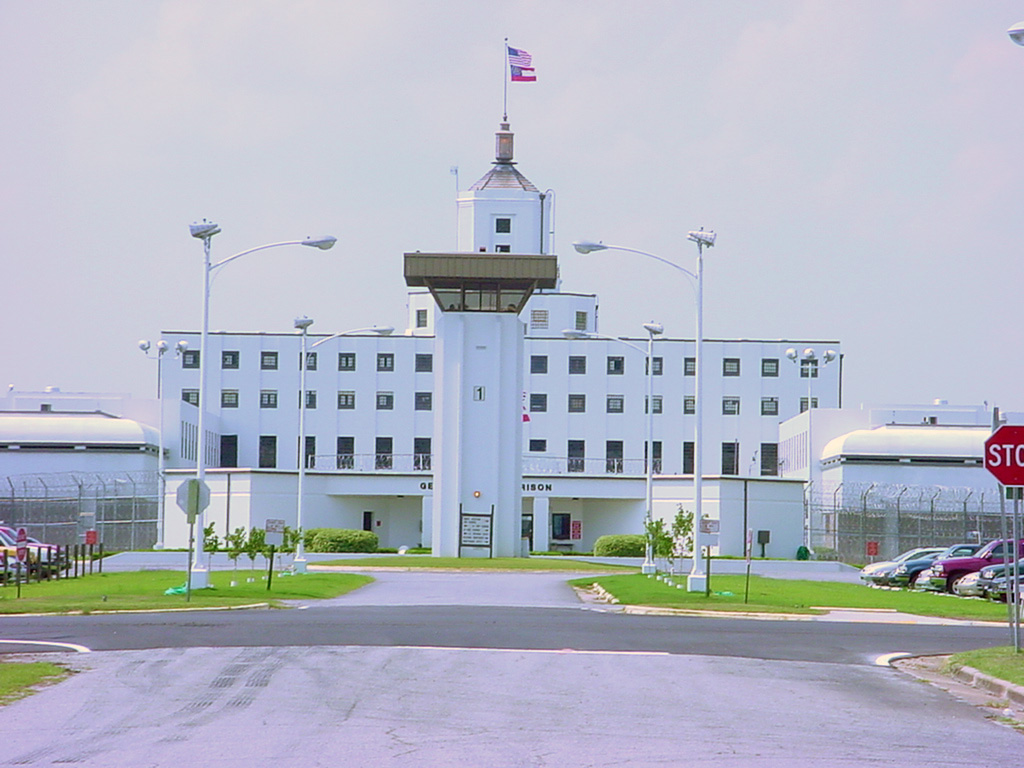
Georgia State Prison ("Prisión Estatal de Georgia", EN)